# Сербин, Андрей Викторович
Андрей Викторович Сербин (28 апреля 1981, Волгоград, РСФСР, СССР) — российский футболист, нападающий и полузащитник.

## Карьера
Воспитанник волгоградского училища олимпийского резерва. Первый профессиональный контракт подписал в 1998 году с фарм-клубом волгоградского «Ротора» «Ротором» Камышин. В 1999—2000 годах выступал в Финляндии за КПТ-85 и «Виикингит». После возвращения в Россию Андрей Сербин играл за клубы первого и второго дивизионов «Лада» Тольятти (2001, 2003), «Металлург-Запсиб»/«Металлург-Кузбасс» Новокузнецк (2002, 2006), «Витязь» Подольск (2003), «Лисма-Мордовия» (2004), «Зенит-2» СПб (2005), «Зенит» Челябинск (2007), «Волга» Тверь (2008, 2009—2010), «Волгоград» (2009).
В 2011 году играл за любительский клуб «Гигант» (Сотниковское), в 2013 — за «Динамо-Колос» (Николаевск, чемпионат Волгоградской области).

## Достижения
- Полуфинал Кубка России 2002/03 .
- Лучший бомбардир чемпионата Финляндии (1999/2000).
- Победитель зоны «Восток» второго дивизиона (2002).
- Серебряный призёр зоны «Восток» второго дивизиона (2006).
- Бронзовый призёр зоны «Урал-Поволжье» второго дивизиона (2007).
- Лучший бомбардир чемпионата Волгоградской области (2013).